# سد ماتسو
سد ماتسو هو سد الجاذبية يقع في محافظة ميه في اليابان، ويستخدم السد للسيطرة على الفيضانات. تبلغ مساحة مستجمعات السد 10.1 كيلومتر مربع. ويخزن السد حوالي 10 هكتارات من الأراضي عند اكتماله ويمكنه تخزين 349 ألف متر مكعب من المياه بدأ بناء السد عام 1951 واكتمل عام 1963. 